# ارووته
ارووته (به بلغاری: Erovete) یک منطقهٔ مسکونی در بلغارستان است که در شهرستان کیرکوفو واقع شده‌است.